# Unión Panamericana
Unión Panamericana (o Unión Pan-Americana) organismo dependiente de la Unión de las Repúblicas Americanas creada por resolución de la IV Conferencia Interamericana de 1910 celebrada en Buenos Aires. En abril de 1948 es reemplazado por la OEA. Desde ese año y hasta la reforma del Protocolo de Buenos Aires (1967, en vigor 1970), era la designación de la secretaria general de la OEA. Tuvo su sede en Washington D. C.
Anteriormente fue conocida como: Oficina Comercial de las Repúblicas Americanas (1890-1902) y Oficina Internacional de las Repúblicas Americanas (1902-1910). La fecha de creación del primero de estos organismos, 14 de abril de 1890, es celebrado como el día de las Américas.

## Antecedentes de la Unión Panamericana
En la 1.ª Conferencia Interamericana (1890) se crea la Unión Internacional de las Repúblicas Americanas con una Oficina Comercial de las Repúblicas Americanas, encargada de compilar y distribuir información comercial. Inicialmente supervisado por el Secretario de Estado de los Estados Unidos hasta la creación del Consejo Superior en 1897. En 1902, por resolución de la 2.ª Conferencia Interamericana es cambiada a Oficina Internacional de las Repúblicas Americanas y con una notable ampliación de sus funciones. Desde 1910 existió una confusión en denominar tanto la asociación de estados, Unión de las Repúblicas Americanas, como su secretaria por el nombre de esta última, Unión Panamericana.

## Funciones de la Unión Panamericana
Sus funciones, en 1890, eran compilar y distribuir información comercial. Principalmente tarifas aduaneras, reglamentos, tratados y estadística. Para ello cada nación debía enviar dos ejemplares de sus documentos oficiales, así como reglamentos, acuerdos y datos estadísticos. Desde 1901 reúne y archiva todos los documentos y actas de las Conferencias Interamericanas. Reorganizada y ampliadas su funciones en 1906 a reunir todos los tratados y convenciones entre los estados americanos y estados no americanos, informar ante las conferencias interamericanas respecto a las resoluciones emitidas, contribuir a ratificar las resoluciones y convenciones de las conferencias, dar cumplimiento a las resoluciones de las conferencias, informar acerca de sus labores y asuntos que le han sido encomendados a las conferencias interamericanas. Se financia a través de las cuotas de los países miembros. Es designado como comité permanente de las conferencias desde 1906.
Una de sus funciones era la edición de una publicación mensual en castellano, inglés, portugués y francés denominado sucesivamente: Boletín de la Oficina Comercial de las Repúblicas Americanas (1897-1907), Boletín de la Oficina Internacional de las Repúblicas Americanas (1907-10), y finalmente Boletín de la Unión Panamericana (1910-48). Así como la publicación de folletos, mapas, cartas geográficas y topográficas. Administraba y se encarga de reunir el material de la Biblioteca Colón. Registraba y custodiaba los tratados y convenios interamericanos.

## Organización de la Unión Panamericana
La estructura de su organización fue evolucionando según los acuerdos y resoluciones de cada Conferencia Panamericana. Los principales organismos y sus funciones eran los siguientes con su evolución a través del tiempo:
- La Conferencia interamericana o panamericana. Instancia política superior y de consulta. Integrada por delegaciones de los países americanos. Cada país tiene un voto y las decisiones se toman por consenso o mayoría. Desde 1923 cada país americano la integra por derecho propio.
- El Consejo Directivo, creado en 1901, estaba integrado por un delegado de cada país americano acreditado ante el Gobierno de EE. UU. y su presidente ex officio era el Secretario de Estado de los EE. UU. En 1906 es la encargada de convocar la Conferencia. Desde 1923 cada país americano la integra por derecho propio y el Consejo elige entre sus integrantes un Presidente y Vicepresidente anualmente. Puede convocar, desde 1933, por decisión de dos tercios de sus integrantes una Conferencia. Como resultado de las resoluciones de la Conferencia Interamericana sobre Problemas de la Guerra y de la Paz (1945) trata también cualquier asunto que afecte el funcionamiento, la solidaridad y bienestar del sistema interamericano, que no sea atribución de una Conferencia o de las Reuniones de Ministros de Relaciones Exteriores; y convocar las reuniones de Consulta de los Ministros de Relaciones Exteriores. Entre sus funciones estaba la elaboración del presupuesto de la secretaria.

- Un Director General, nombrado por el Consejo Directivo que tiene a su cargo la administración de la Unión Panamericana. Designado por 10 años sin reelección según resolución de 1945. Entre 1890-1906 era nombrado por el Secretario de Estado, desde esta última fecha lo hace el Consejo Directivo. (para nómina de Directores ver tabla).

- En 1910 se auspicia en cada república americana la instalación de Comisiones Panamericanas (1910) u oficinas o comisiones anexas (1923), Comisiones nacionales (1923), adjuntas y dependientes de los Ministerios de Relaciones Exteriores. Sus funciones son de enlace con la Unión Panamericana, gestionar la aprobación de las resoluciones de la conferencia, suministrar los datos que la Unión necesita, así como la iniciativa de presentar proyectos convenientes para los fines de la Unión. A las anteriores se agrega en 1938, recibir, clasificar y distribuir entre las dependencias del gobierno el material enviado por la Unión, realizar estudios locales por encargo de la oficina central, intercambiar información con sus comisiones u oficinas similares en América y otros continentes.
- A partir de 1936 se establece como instancia la Reunión de Consulta de Ministros de Relaciones Exteriores, como reemplazo puntual de la Conferencia, y como mecanismo de consulta política, legal y económica o en temas de común acuerdo e interés. Las reuniones crean el Comité Jurídico Interamericano (creado en 1939, como Comité de Neutralidad), Comité Consultivo de Emergencia para la Defensa Política y la Junta Interamericana de Defensa.

- Además mantenía relaciones con los siguientes organismos panamericanos oficiales (algunos de ellos respondían ante la Conferencia Panamericana o eran autónomos):
  - Oficina Sanitaria Panamericana (1902, conocida como la Oficina Sanitaria Internacional hasta 1923)
  - Instituto Internacional Americano de Protección a la Infancia (1927)
  - Instituto Panamericano de Geografía e Historia (1928)
  - Comisión Interamericana de Mujeres (1928)
  - Instituto Indigenista Interamericano (1940)
  - Instituto Interamericano de Ciencias Agrícolas(1942)

Hubo intentos de proveer una estructura y existencia permanente por vía de una Convención en 1928 la cual sólo fue aprobada por 16 de los 22 países americanos no entrando en vigor al requerir la totalidad de los países americanos en su concurrencia. La Carta de Bogotá que crea la OEA recoge gran parte de los fines y organización de la Unión Panamericana.
| Director General Oficina Comercial de las Repúblicas Americanas           |
| William E. Curtis (EE. UU.) 1890-1893                                     |
| Clinton Furbish (EE. UU.) 1893-1897                                       |
| Joseph P. Smith (EE. UU.) 1897-1898                                       |
| Frederic Emory (EE. UU.) 1898-1899                                        |
| William W. Rockhill (EE. UU.) 1899-1902                                   |
| Director General de la Oficina Internacional de las Repúblicas Americanas |
| William W. Rockhill (Estados Unidos) 1902-1905                            |
| William C. Fox (Estados Unidos) 1905-1907                                 |
| John Barrett (Estados Unidos) 1907-1910                                   |
| Director General de la Unión Panamericana                                 |
| John Barrett (Estados Unidos) 1910-1920                                   |
| Leo S. Rowe (Estados Unidos) 1920-1946                                    |
| Pedro de Alba (México) 1946-1947 interino                                 |
| Alberto Lleras Camargo (Colombia) 1947-1948                               |